# Тонди
Тондѝ (на уелски: Tondu) е малък град в Южен Уелс, графство Бридженд. Разположен е около река Лънви на около 5 km на север от главния административен център на графството Бридженд. Намира се на около 30 km на северозапад от столицата Кардиф. ЖП възел. Добив на каменни въглища. Населението му е около 970 жители според данни от преброяването през 2001 г.